# Обыкновенный бобр
Обыкнове́нный бобр, или речно́й бобр (лат. Castor fiber), — полуводное млекопитающее отряда грызунов; один из двух современных представителей семейства бобровых (наряду с канадским бобром, которого ранее считали подвидом). Самый крупный грызун фауны Старого Света и второй по величине грызун после капибары.

## Название
Слово «бобр» унаследовано из праиндоевропейского языка (ср. нем. Biber; жем. bėbros), образовано неполным удвоением названия коричневого цвета. Реконструируемая основа *bhe-bhru-.
Согласно лингвистическим источникам 1961 года, слово бобр должно употребляться в значении животного из отряда грызунов с ценным мехом, а бобёр — в значении меха этого животного: бобровый воротник, одежда на бобровом меху. Однако в разговорном языке слово бобёр повсеместно используется как синоним слова бобр (как лиса и лисица, хорёк и хорь).
Согласно Орфографическому словарю 2004 года, оба варианта произношения являются нормативными: бобёр — бобра́ (животное; мех); бобр — бобра (животное).
В древненовгородском диалекте древнерусского языка для обозначения бобра годовалого возраста и его шкурки использовалась слово др.-рус. ꙗрьць, в частности, оно упоминается в берестяной грамоте № 910, где перечисляется сбор подати: «мьдвьнаго: е҃: соръчьць и: г҃: ѧрци: е: съ кно». В современном русском языке лексема «ярец» с тем же значением употребляется в старожильческих сибирских говорах, происходящих от северных диалектов раннего формирования (Даль в своём словаре указывает, что лексема употребляется в таком значении на Камчатке), и фиксируется в том числе в документах XVII века, например ясачных книгах. Особи и шкурки бобра, не достигшие годовалого возраста, на тех же говорах соответственно обозначаются словом «ко́шлок» или «кошла́к» (последнее также употребляется в значении «детёныш калана»).

## Происхождение
Впервые бобры появляются в Азии, где их окаменелые останки датируются эоценом. Наиболее известные из вымерших бобров — это гиганты времён плейстоцена, сибирский Trogontherium cuvieri и североамериканский Castoroides ohioensis. Рост последнего, судя по размерам черепа, достигал 2,75 м, а масса 350 кг.

## Внешний вид

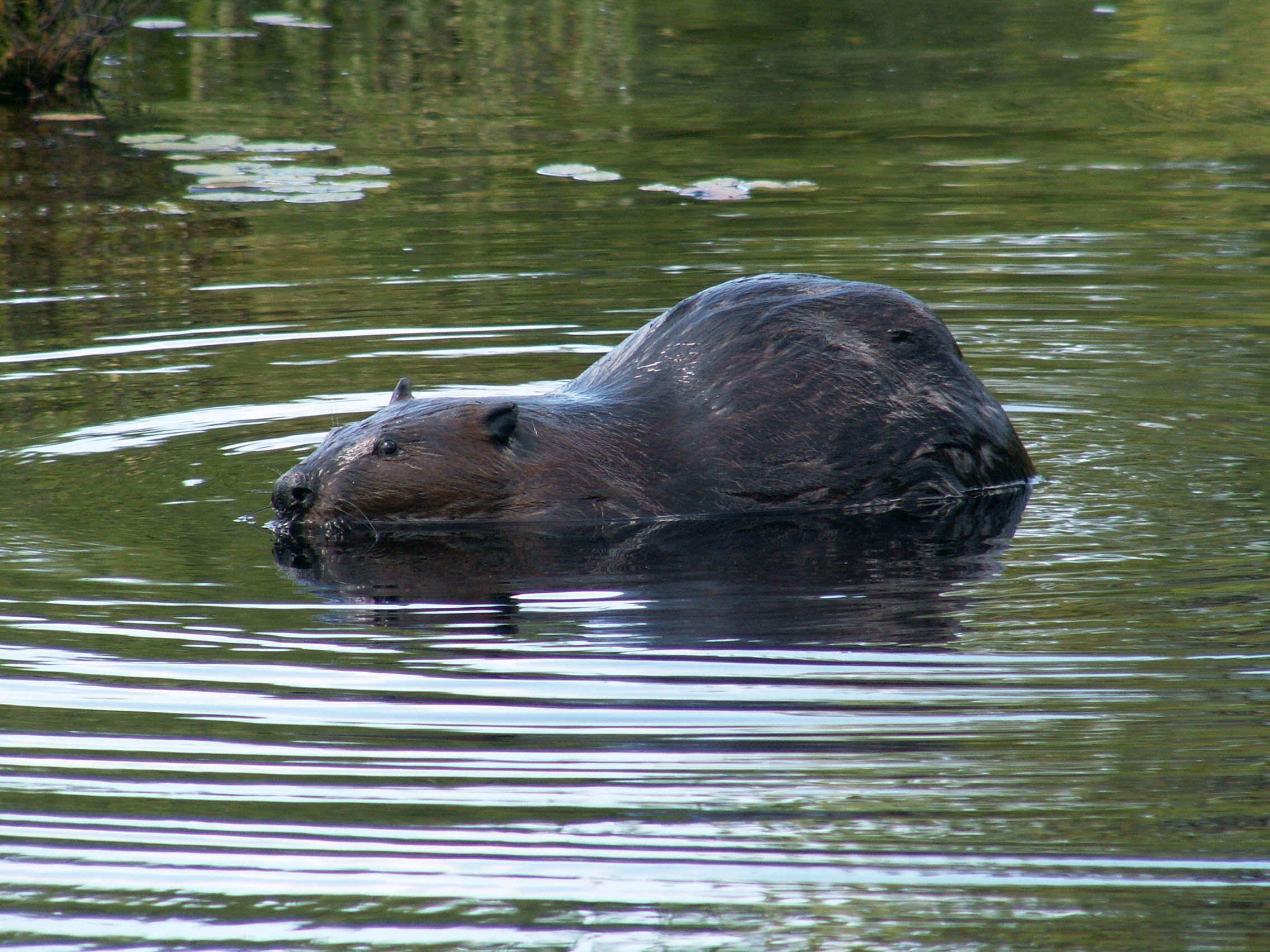
Бобр принимает солнечные ванны

Бобр — крупный грызун, приспособленный к полуводному образу жизни. Длина его тела достигает 1—1,3 м, высота в плече — до 35,5 см, а масса — до 30—32 кг. Половой диморфизм выражен слабо, самки крупнее. Тело у бобра приземистое, с укороченными пятипалыми конечностями; задние значительно сильнее передних. Между пальцами имеются плавательные перепонки, сильно развитые на задних конечностях и слабо — на передних. Когти на лапах сильные, уплощённые. Коготь второго пальца задних конечностей раздвоен — им бобр расчёсывает мех. Хвост веслообразный, сильно уплощённый сверху вниз; его длина — до 30 см, ширина — 10—13 см. Волосы на хвосте имеются лишь у его основания. Бо́льшая его часть покрыта крупными роговыми щитками, между которыми растут редкие, короткие и жёсткие волоски. Наверху по средней линии хвоста тянется роговой киль. Глаза у бобра небольшие; уши широкие и короткие, едва выступающие над уровнем меха. Ушные отверстия и ноздри смыкаются под водой, глаза закрываются мигательными перепонками. Коренные зубы обычно не имеют корней; слабо обособленные корни образуются лишь у отдельных старых особей. Резцы позади изолированы от ротовой полости особыми выростами губ, что позволяет бобру грызть под водой. В кариотипе обыкновенного бобра 48 хромосом (у канадского бобра — 40).
Бобр обладает красивым мехом, который состоит из грубых остевых волос, редких и довольно тонких промежуточных волос и очень густой шелковистой подпуши. На брюхе мех более густой, чем на спине (так, плотность волосяного покрова на спине составляет 30 тыс. волос на 1 см², в то время как на брюхе — 34 тыс. волос). Окраска меха от светло-каштановой до тёмно-бурой, иногда чёрная. Хвост и конечности чёрные. Линька один раз в году, в конце весны, но продолжается почти до зимы. В анальной области находятся парные железы, жировики и непосредственно сама бобровая струя, которая и выделяет сильно пахнущий секрет — бобровую струю. Сложившееся мнение об использовании жировиков как смазки меха от намокания ошибочно. Секрет жировиков выполняет коммуникативную функцию, исключительно неся информацию о владельце (пол, возраст). Запах бобровой струи служит ориентиром другим бобрам о границе территории бобрового поселения, он уникален, как отпечатки пальцев. Секрет жировиков, используемый совместно со струёй, позволяет дольше сохранять бобровую метку в «рабочем» состоянии благодаря маслянистой структуре, которая испаряется намного дольше секрета бобровой струи.

## Распространение
В раннее историческое время обыкновенный бобр был распространён по всей лесолуговой зоне Европы и Азии, однако вследствие интенсивной добычи к началу XX века бобр на большей части ареала оказался практически истреблён. Нынешний ареал бобра представляет собой по большей части результат усилий по акклиматизации и реинтродукции. В Европе он обитает в Скандинавских странах, Великобритании (был перебит к XVI веку за исключением Шотландии и графства Девон, реинтродуцирован в графстве Глостершир в 2005 году; но в то же время в Ирландии, согласно археологическим данным, бобры никогда не жили, несмотря на незначительные случаи незаконной интродукции единичных особей в наше время), низовьях Роны (Франция), бассейне Эльбы (Германия), бассейне Вислы (Польша), в лесной и отчасти лесостепной зонах Европейской части России, в Белоруссии, на Украине. В России бобр встречается также в Ростовской области, Северном Зауралье, повсеместно в Новосибирской области. Разрозненные очаги обитания обыкновенного бобра имеются в верховьях Енисея, Кузбассе, Прибайкалье, в Хабаровском крае, на Камчатке, в Курганской, в Омской и в Томской области (десять тысяч особей) до реки Кети на севере, в Алтайском крае. Кроме того, он водится в северных и восточных областях Казахстана, в Монголии (реки Урунгу и Бимен) и в Северо-Западном Китае (Синьцзян-Уйгурский автономный район).

## Образ жизни

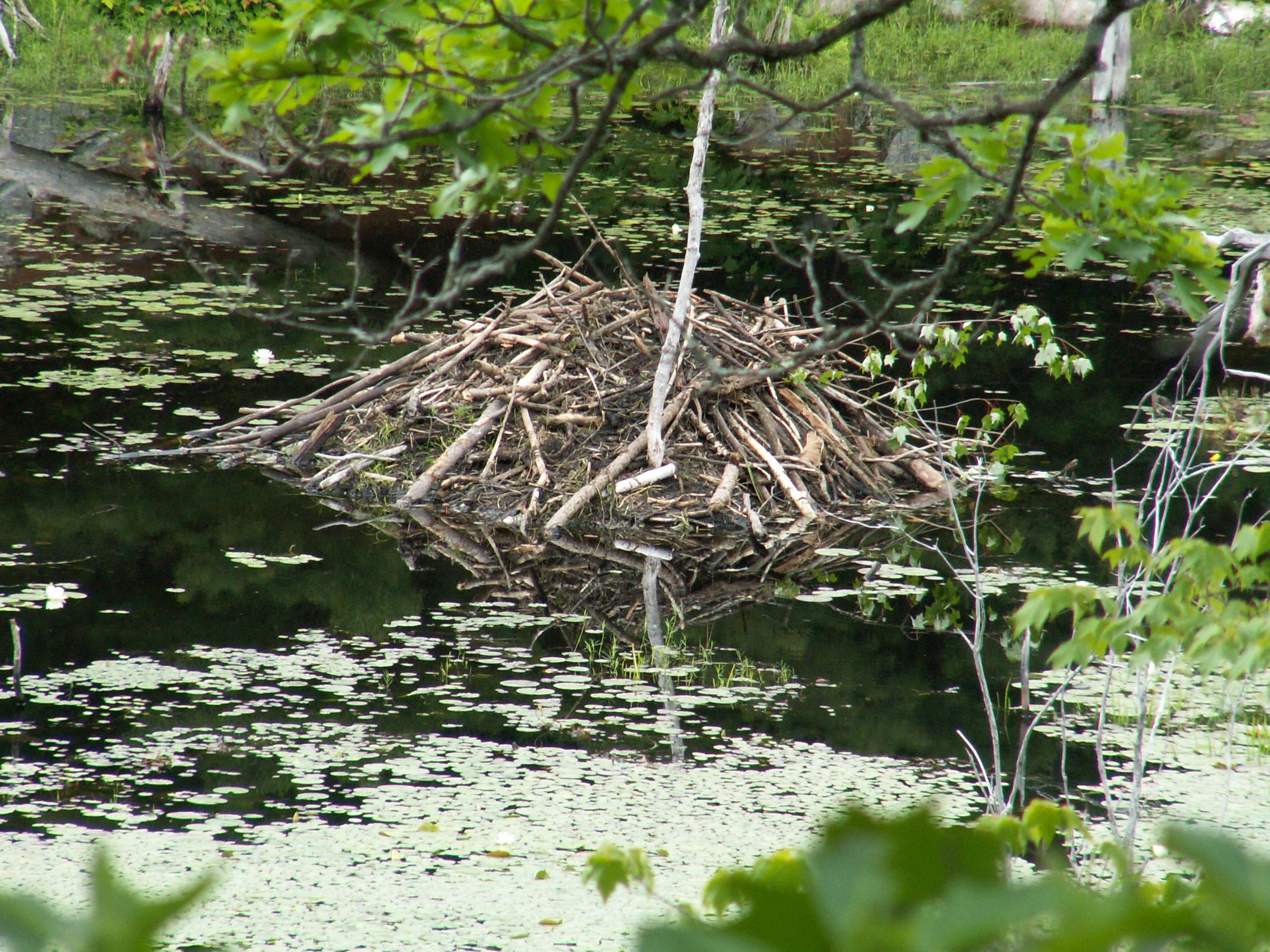
Бобровая хатка

Бобры предпочитают селиться по берегам медленно текущих речек, стариц, прудов и озёр, водохранилищ, ирригационных каналов и карьеров. Избегают широких и быстрых рек, а также водоёмов, промерзающих зимой до дна. Для бобров важно наличие по берегам водоёма древесно-кустарниковой растительности из мягких лиственных пород, а также обилие водной и прибрежной травянистой растительности, составляющей их рацион. Бобры превосходно плавают и ныряют. Большие лёгкие и печень обеспечивают им такие запасы воздуха и артериальной крови, что обыкновенный бобр может нырять на 4,9 минуты на глубину 4,2 метра. За ночь обыкновенный бобр может проплыть до 20 километров. На суше бобры довольно неуклюжи.

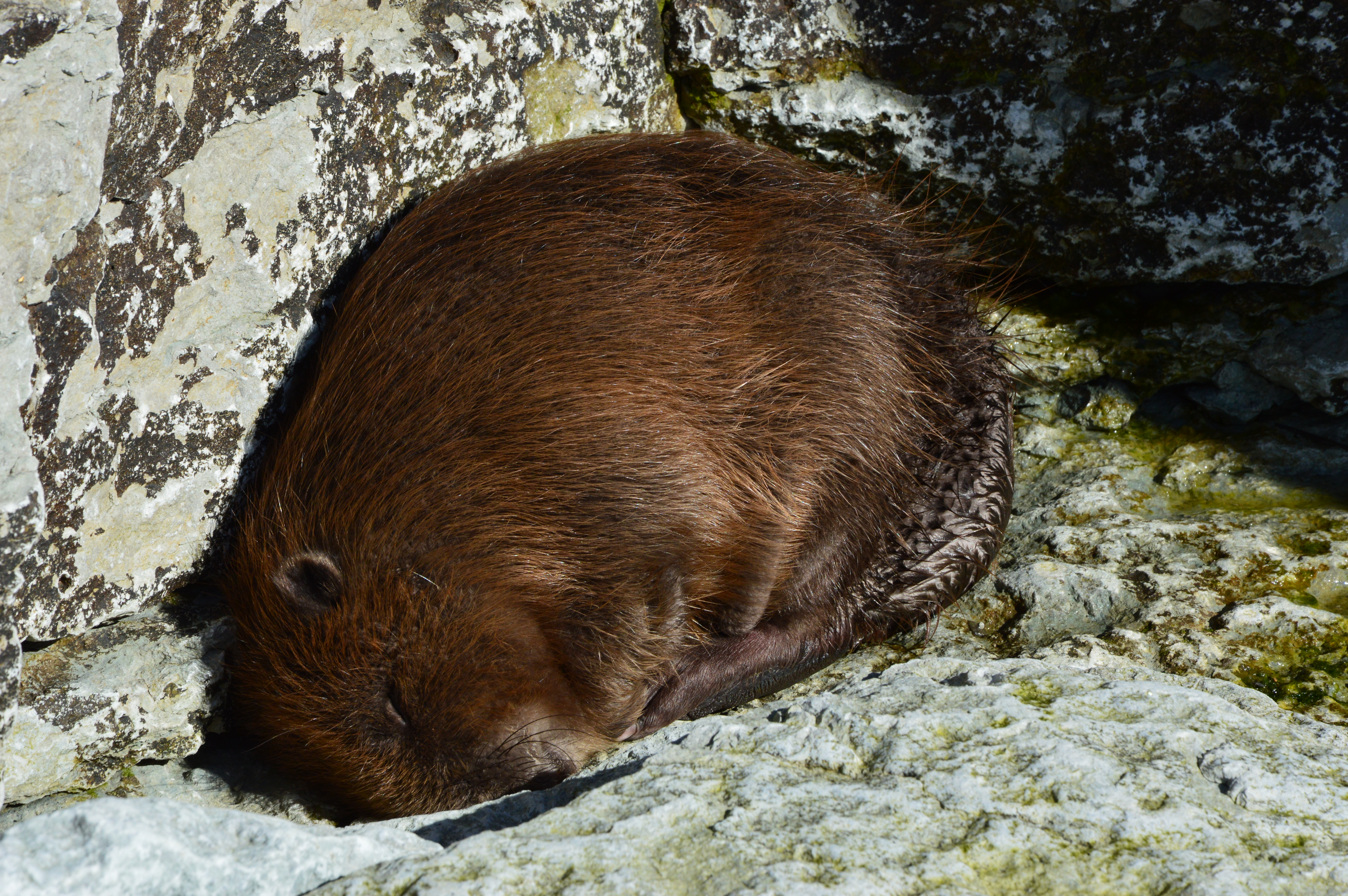
Бобр спит

Живут бобры поодиночке или семьями. Полная семья состоит из 5—8 особей: семейной пары и молодых бобров — приплода прошлого и текущего годов. Семейный участок иногда занимается семьёй в течение многих поколений. Небольшой водоём занимает одна семья или холостой бобр. На более крупных водоёмах длина семейного участка вдоль берега составляет от 0,3 до 2,9 км. От воды бобры редко удаляются более чем на 200 м. Протяжённость участка зависит от количества кормов. В богатых растительностью местах участки могут соприкасаться и даже пересекаться, в других бобры одной семьи жестоко преследуют «чужака». Границы своей территории бобры метят секретом мускусных желёз — бобровой струёй. Метки наносятся на особые холмики из грязи, ила и веток высотой 30 см и шириной до 1 м. Между собой бобры общаются с помощью пахучих меток, поз, ударов хвостом по воде и криков, напоминающих свист. При опасности плывущий бобр громко хлопает хвостом по воде и ныряет. Хлопок служит для всех бобров в пределах слышимости сигналом тревоги. Всю зиму семья бобров живёт в одной норе. Весной, с появлением зелени, бобровая семья расходится в пределах участка обитания поодиночке или группами по 2 — 3 бобра. Осенью семьи снова собираются в одном месте.
Участок обитания бобровой семьи с собственными норами, хатками, лазами, тропами, плотинами, каналами принято называть бобровым поселением. А все бобровые поселения, группирующиеся на определённом отрезке реки, называются колонией.

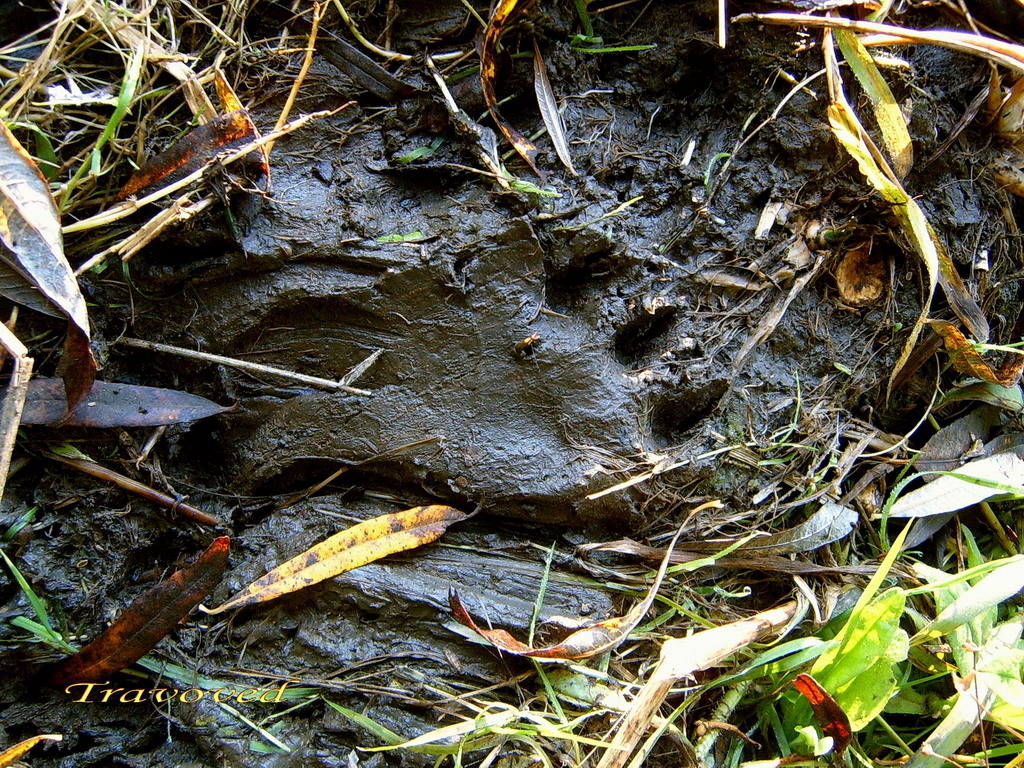
След бобра

Активны бобры ночью и в сумерках. Летом они выходят из жилищ в сумерках и трудятся до 4—6 часов утра. Осенью, когда начинается заготовка кормов на зиму, трудовой день удлиняется до 10—12 часов. Зимой активность снижается и сдвигается на светлое время суток; в это время года на поверхности бобры почти не показываются. При температуре ниже −20 °C животные остаются в своих жилищах.
Бобёр нечасто подаёт голос, и чаще это делают детёныши, нежели взрослые особи. Из его вокализации чаще всего можно услышать мычание, отдалённо напоминающее хныканье, по-видимому, используемое для общения между особями (например, между матерью и бобрятами). В частности, это мычание может доноситься прямо из бобровой хатки. Поедая сочную пищу, бобр тихо урчит, что легко можно заметить у находящихся в неволе особей.

### Хатки и плотины

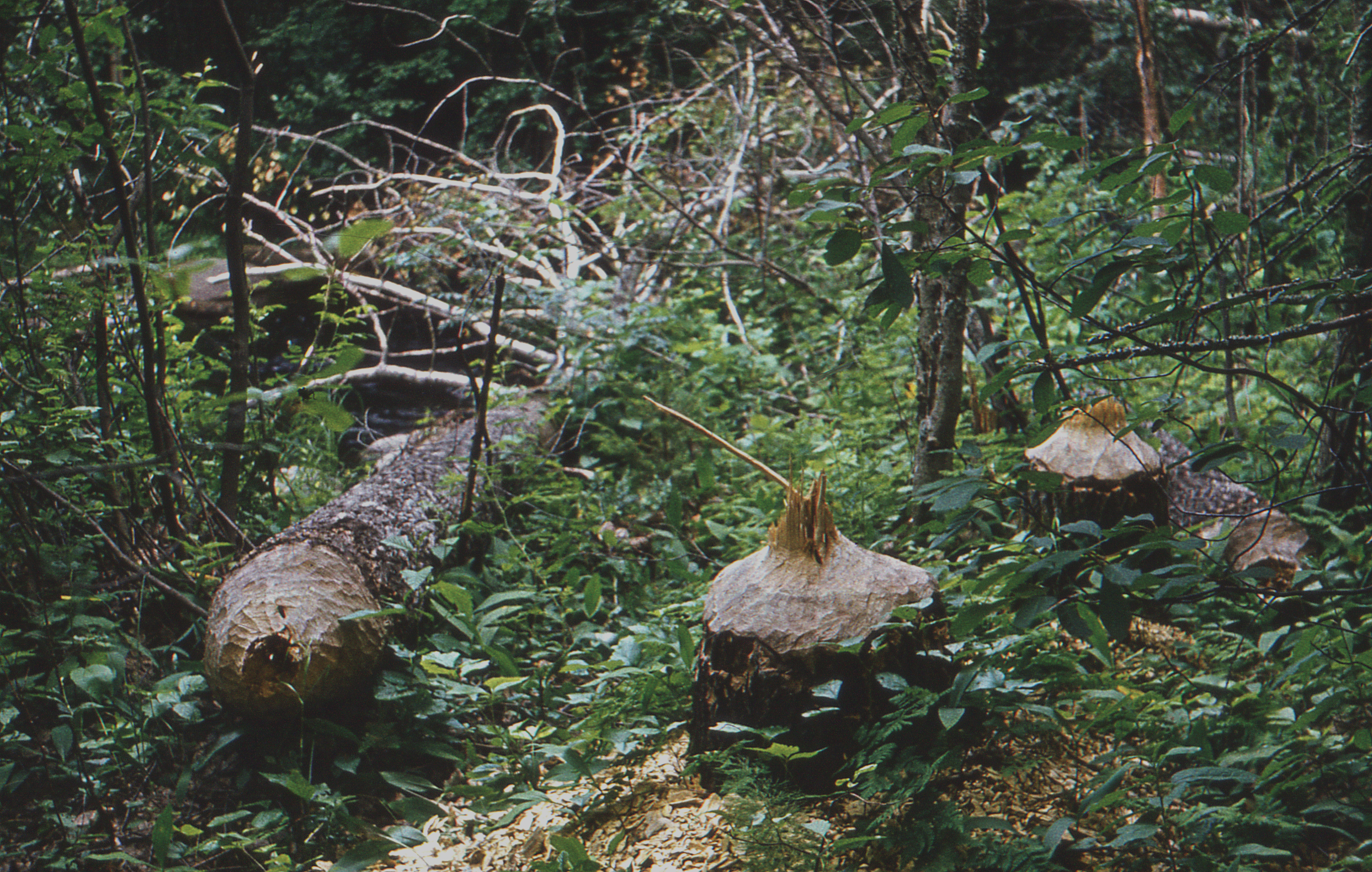
Следы работы бобров

Бобровая плотина
Вологодская область

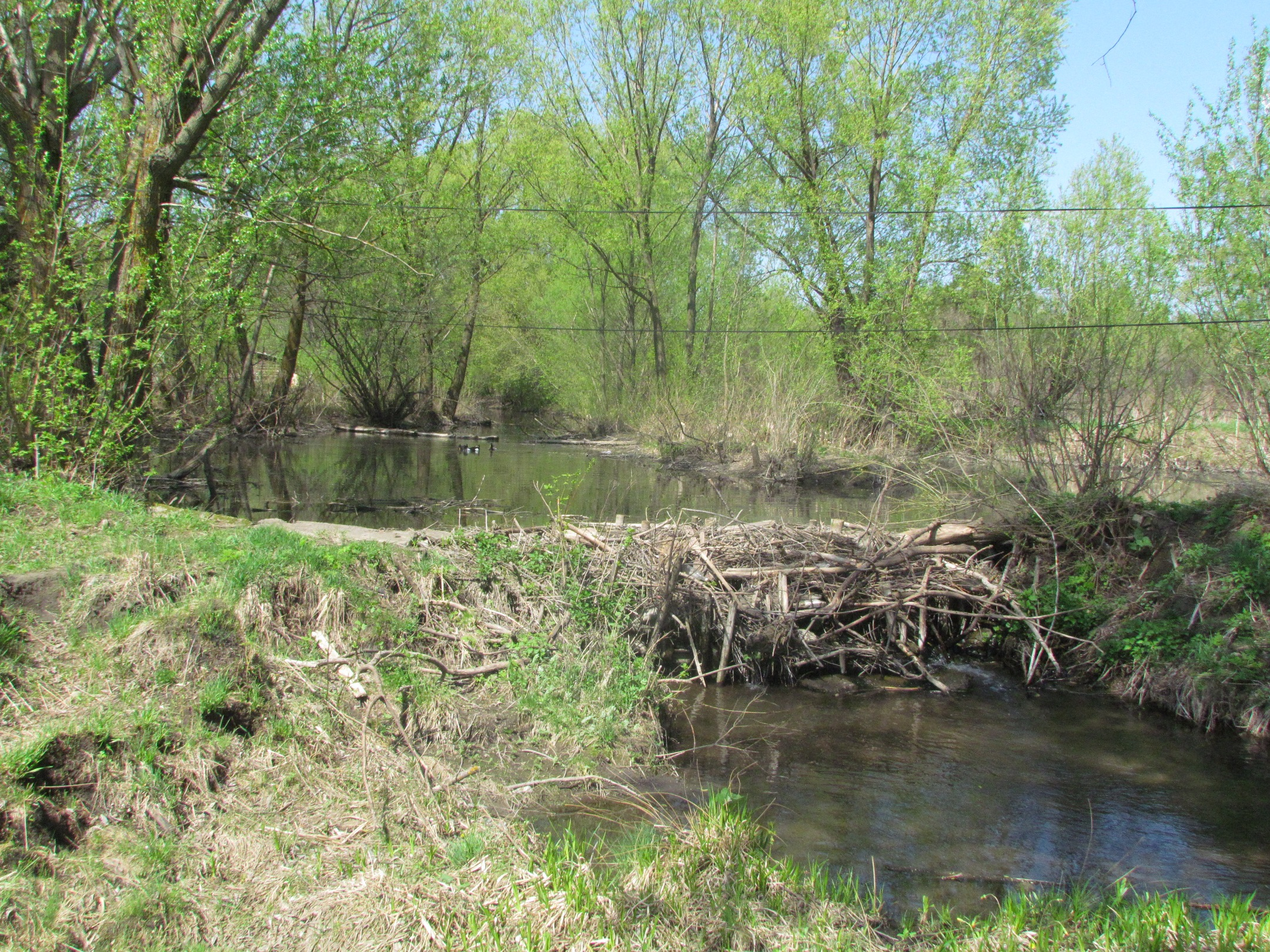
Бобровая плотина на реке Сосновочка; Бековский район, Пензенская область

Живут бобры в норах или хатках. Вход в жилище бобра для безопасности всегда располагается под водой. Норы бобры роют в крутых и обрывистых берегах; они представляют собой сложный лабиринт с 4-5 входами. Стены и потолок норы старательно разравниваются и утрамбовываются. Жилая камера внутри норы устраивается на глубине не более 1 м. Ширина жилой камеры немногим более метра, высота — 40-50 сантиметров. Пол обязательно находится на 20 сантиметров выше уровня воды. Если вода в реке поднимается, бобр приподнимает пол, соскребая землю с потолка. Чтобы участок реки над входом в нору зимой не замёрз и не запер животных в норе, они накрывают это место особым навесом. Иногда потолок норы разрушается и на его месте устраивается прочный настил из веток и хвороста, превращая нору в переходный тип убежища — полухатку. Весной в паводок бобры строят на вершинах кустов гамаки-лёжки из веток и сучьев с подстилкой из сухой травы. Бывают и временные (кормовые) норы, которые бобры иногда делают очень много. Из-под воды на поверхность суши делаются сквозные ходы — лазы. Находятся они в густых зарослях кустарников недалеко от воды и используются бобрами при опасности, когда они кормятся на берегу.
Хатки строятся в местах, где рытьё норы невозможно, — на пологих и низких заболоченных берегах и на отмелях. Постройку нового жилья бобры редко начинают раньше конца августа. Хатки имеют вид конусообразной кучи хвороста, скреплённого илом и землёй, высотой до 1-3 м и диаметром до 10-12 м. Стены хатки тщательно обмазывают илом и глиной, так что она превращается в настоящую крепость, неприступную для хищников; воздух поступает через отверстие в потолке. Несмотря на распространённое мнение, бобры наносят глину при помощи передних лап, а не хвоста (хвост им служит исключительно рулём). Внутри хатки имеются несколько жилых помещений, расположенных одно над другим, лазы в воду и платформа, возвышающаяся над уровнем воды. Хатка в основании всегда имеет твёрдый фундамент — старый пень. С первыми заморозками бобры дополнительно изолируют хатки новым слоем глины. Зимой в хатках сохраняется положительная температура, вода в лазах не замерзает, и бобры имеют возможность выходить в подлёдную толщу водоёма. В сильные морозы над хатками стоит пар, что является признаком обитаемости жилья. Иногда в одном поселении бобров встречаются и хатки и норы. Бобры очень чистоплотны, никогда не засоряют своего жилья остатками еды и экскрементами.
В водоёмах с изменяющимся уровнем воды, а также на мелких ручьях и речках, семьи бобров строят плотины (запруды). Это позволяет им поднимать, поддерживать и регулировать уровень воды в водоёме, чтобы входы в хатки и норы не осушились и не стали доступными для хищников. По замечанию директора Института биологии внутренних вод А. В. Крылова, «бобры преобразуют места своего обитания едва ли не мощнее, чем человек Волгу». Плотины устраиваются ниже бобрового городка из стволов деревьев, веток и хвороста, скрепляемых глиной, илом, кусками сплавины и другими материалами, которые бобры приносят в зубах или передних лапах. Если водоём имеет быстрое течение и на дне есть камни, они тоже используются как строительный материал. Вес камней порой может достигать 15-18 кг.
Для возведения плотины выбираются места, где деревья растут ближе к кромке берега. Строительство начинается с того, что бобры вертикально втыкают в дно ветви и стволы, укрепляя промежутки ветвями и тростником, заполняя пустоты илом, глиной и камнями. В качестве опорного каркаса они часто используют упавшее в реку дерево, постепенно обкладывая его со всех сторон строительным материалом. Порой ветви в бобровых плотинах пускают корни, придавая им дополнительную прочность. Обычная длина плотины 20-30 м, ширина в основании 4-6 м, у гребня — 1-2 м; высота может достигать 4,8 м, хотя обычно — 2 м. Старая плотина легко выдерживает вес человека. Рекорд в постройке плотин принадлежит, однако, не обыкновенным, а канадским бобрам — плотина, построенная ими на реке Джефферсон (Монтана), достигала в длину 700 м. (В штате Нью-Гэмпшир есть плотина большей длины — 1,2 км.) Форма плотины зависит от скорости течения — там, где оно медленное, запруда практически прямая; на быстрых речках она выгнута в сторону течения. Если течение очень сильное, выше по реке бобры воздвигают небольшие дополнительные плотины. На одном конце плотины часто устраивается сток, чтобы её не прорвало паводком. В среднем на постройку 10 м плотины у бобровой семьи уходит примерно неделя. Бобры тщательно следят за сохранностью плотины и латают её в случае течи. Иногда в постройке участвуют несколько семей, работающих «посменно».
Большой вклад в изучение поведения бобров при постройке плотин внесли шведский этолог Дон Уилсон (1971) и французский зоолог Ришар (1967, 1980). Выяснилось, что основным стимулом к строительству является шум текущей воды. Обладая прекрасным слухом, бобры безошибочно определяли, где звук изменился, а значит, произошли изменения в структуре плотины. При этом они не обращали внимание даже на отсутствие воды — точно так же бобры реагировали на звук воды, записанный на магнитофон. Дальнейшие опыты показали, что звук, видимо, является не единственным стимулом. Так, трубу, проложенную сквозь плотину, бобры забивали илом и ветками, даже если она проходила по дну и была «неслышна». При этом остаётся не до конца ясным, как бобры распределяют между собой обязанности при коллективной работе. Они могут работать либо коллективами, как уже говорилось выше, либо в одиночестве. Но и коллективы, и независимые строители действуют по странному всеобщему плану, абсолютно точному и продуманному до мелочей.

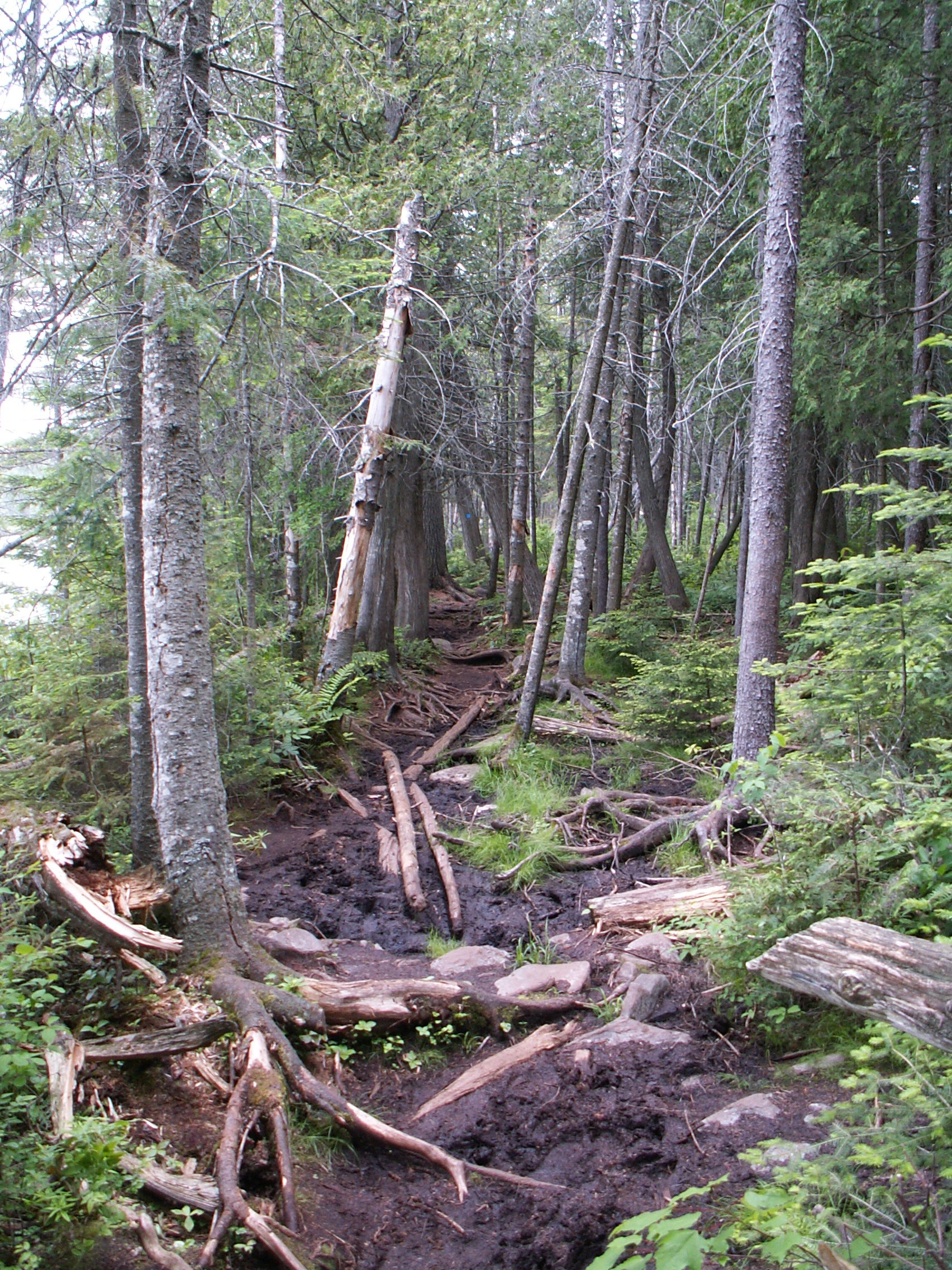
Канал, прокопанный бобрами

Для строительства и заготовки корма бобры валят деревья, подгрызая их у основания, отгрызают ветки, затем разделяют ствол на части. Осину диаметром 5-7 см бобр валит за 5 минут; дерево диаметром 40 см валит и разделывает за ночь, так что к утру на месте работы зверька остаётся только ошкуренный пенёк и кучка стружек. Ствол подгрызенного бобром дерева приобретает характерную форму «песочных часов». Более толстые деревья обычно до конца не подрубаются, остаётся тонкая сердцевина, а дерево падает или от собственной тяжести, или во время сильного ветра. Грызёт бобр, поднявшись на задние лапы и опираясь на хвост. Его челюсти действуют как пила: чтобы свалить дерево, бобр упирается верхними резцами в его кору и начинает быстро водить нижней челюстью из стороны в сторону, совершая 5-6 движений в секунду. Резцы у бобра самозатачивающиеся: только передняя их сторона покрыта эмалью, задняя состоит из менее твёрдого дентина. Когда бобр что-либо грызёт, дентин стачивается быстрее, чем эмаль, поэтому передняя кромка зуба всё время остаётся острой. Поскольку бобёр ведёт ночной образ жизни, а прогрызенные деревья обваливаются поздним утром или днём (когда усиливается ветер), то ввиду этого случаи гибели бобров под обвалившимися деревьями очень редки.
Часть веток поваленного дерева бобры поедают на месте, другие сносят и буксируют или сплавляют по воде к своему жилищу или к месту строительства плотины. Ежегодно ходя одними и теми же маршрутами за пищей и стройматериалом, они протаптывают в берегу дорожки, которые постепенно заливаются водой — бобровые каналы. По ним они сплавляют древесный корм. Длина канала достигает сотен метров при ширине 40-50 см и глубине до 1 м. Бобры всегда содержат каналы в чистоте.
Местность, преобразовавшуюся в результате деятельности поселившихся на ней бобров, называют бобровым ландшафтом.

### Питание

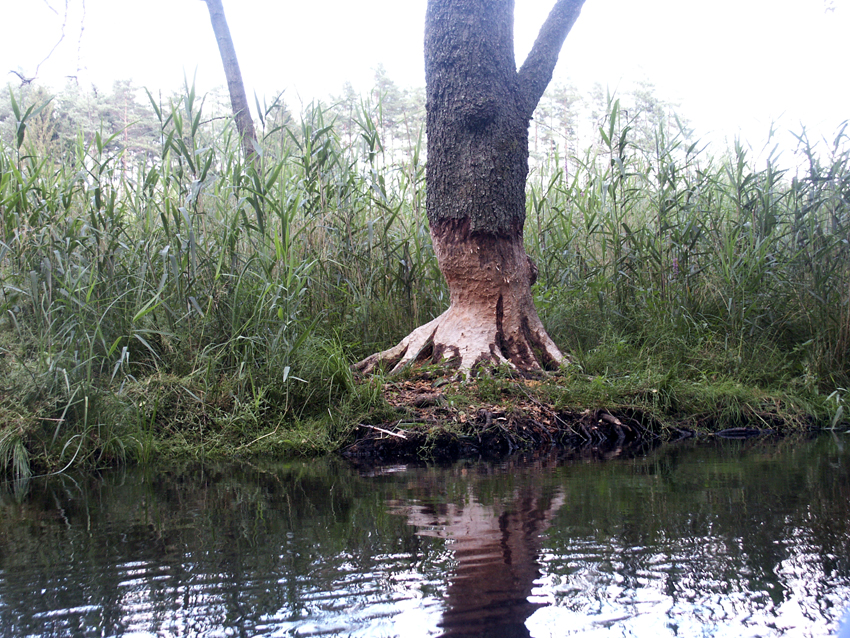
Дерево, обгрызенное бобром

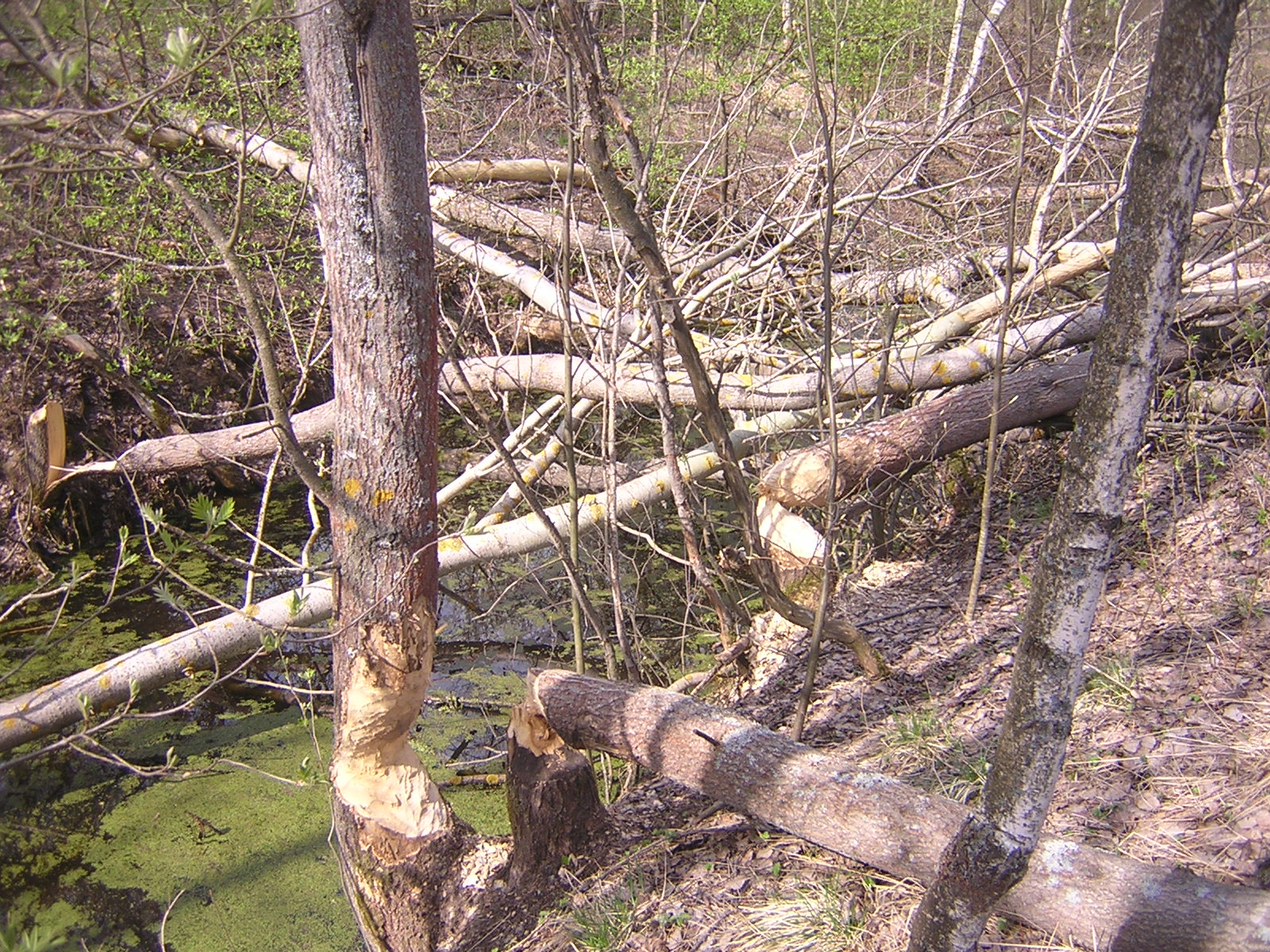
Бобровая «столовая» в осиннике; Савинский район, Ивановская область

Бобры строго растительноядны. Питаются корой и побегами деревьев, предпочитая осину, иву, тополь и берёзу, а также различными травянистыми растениями (кувшинкой, кубышкой, ирисом, рогозом, тростником и т. п., до 300 наименований). Обилие деревьев мягких пород составляет необходимое условие их обитания. Лещина, липа, вяз, черёмуха и некоторые другие деревья имеют второстепенное значение в их рационе. Ольху и дуб обычно не едят, но используют для построек. Охотно поедают жёлуди. Ежедневное количество пищи составляет до 20 % веса бобра. Крупные зубы и мощный прикус позволяют бобрам легко справляться с твёрдыми растительными кормами. Богатая целлюлозой пища переваривается с участием микрофлоры кишечного тракта. Обычно бобр потребляет в пищу лишь несколько пород деревьев; для перехода на новое питание ему требуется адаптационный период, в течение которого микроорганизмы приспосабливаются к новой диете.
Летом доля травянистых кормов в рационе бобров увеличивается. Осенью бобры занимаются заготовкой древесного корма на зиму. Запасы бобры складывают в воду, где они вплоть до февраля сохраняют свои пищевые качества. Объём запасов бывает огромным: до 60-70 кубометров на семью. Чтобы корм не вмерзал в лёд, бобры обычно подтапливают его ниже уровня воды под крутые нависающие берега. Таким образом, даже после того как водоём замерзает, еда остаётся доступной для бобров подо льдом.

### Опасность для людей
В ситуациях, в которых человек представляет опасность для плотин бобров, они могут нападать на людей. Встречаются случаи, в которых бобры атакуют человека, проплывающего вблизи их хатки. Чаще всего атакуют самки, оставшиеся со своими детёнышами, также самцы могут быть агрессивны, особенно в брачный сезон. Известны случаи нападения бобров в Тверской области Российской Федерации. Они по своей натуре не опасны, если их не потревожить и не поставить в безвыходную ситуацию. Люди, подвергнувшиеся нападению бобров, обходятся укусами. Однако раны могут быть крайне глубокими, а последствия от такой встречи с бобром могут вызвать заражение инфекцией, бешенством и т. д. Так, в апреле 2016 года в Латвии бобр напал на мужчину, вцепился ему в ногу, повалил и удерживал на земле, не давая встать. Спасти пострадавшего удалось лишь при вмешательстве полиции.

## Размножение

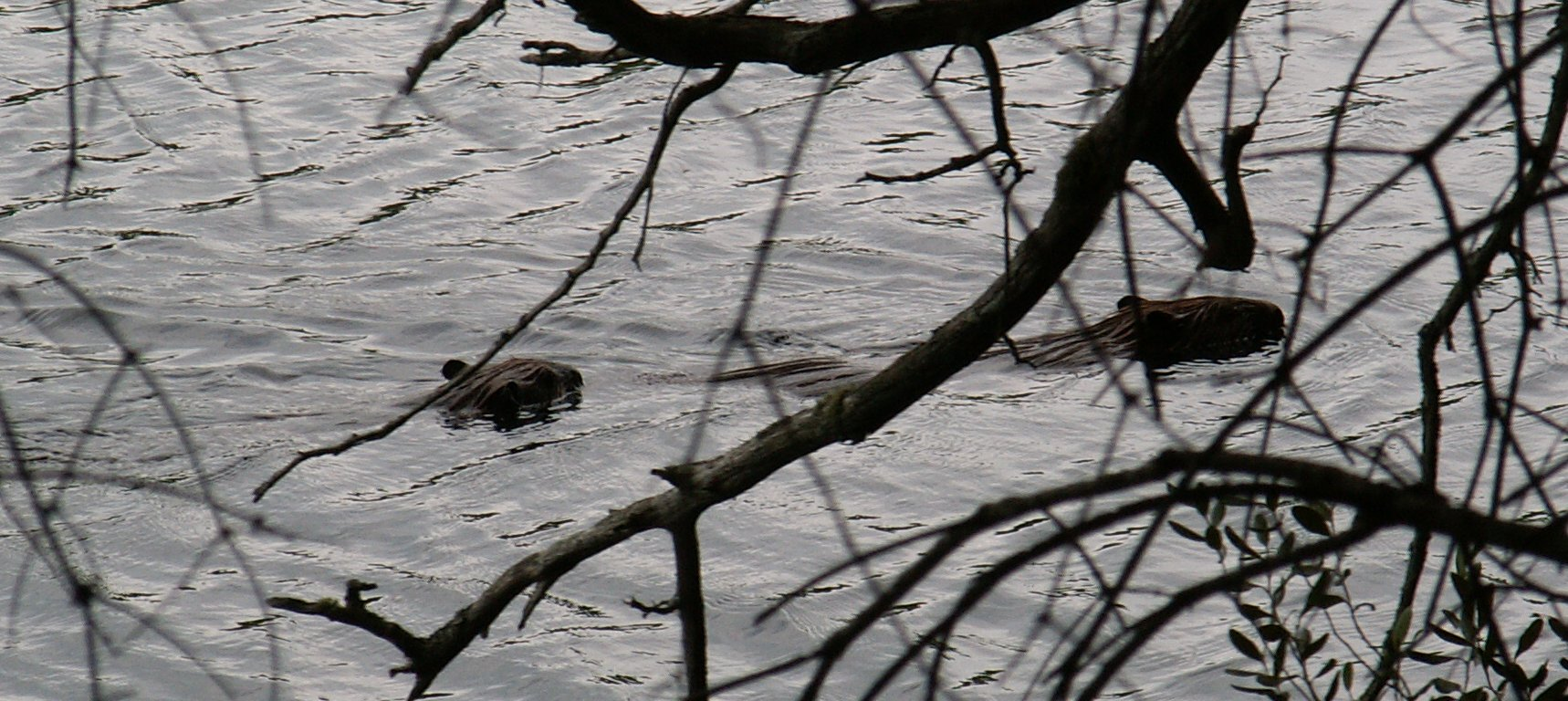
Бобриха с детёнышем

Бобры моногамны, самка доминирует. Потомство приносят раз в год. Брачный сезон длится с середины января до конца февраля; спаривание происходит в воде подо льдом. Беременность длится 105—107 дней. Детёныши (1-6 в выводке) родятся в апреле—мае. Они полузрячие, хорошо опушённые, весят в среднем 0,45 кг. Через 1-2 суток они уже могут плавать, но нырять и скрываться от опасности ещё не способны; мать обучает бобрят, буквально выталкивая их в подводный коридор. В возрасте 3-4 недель бобрята переходят на питание листьями и мягкими стеблями трав, но мать продолжает подкармливать их молоком до 3 месяцев. Подросший молодняк обычно ещё 2 года не покидает родителей. Лишь в 2 года молодые бобры достигают половой зрелости и отселяются. Отделившись от родителей в весеннее половодье, двухлетки отправляются бродяжничать по рекам, находят себе пару и, выбрав пригодное для жизни место, не заселённое другими бобрами, образуют новую семью.
В неволе бобр живёт до 35 лет, в природе — 10—17 лет.

## Влияние бобров на экологическую ситуацию
Появление бобров в реках и особенно постройка ими запруд оказывает благоприятное воздействие на экологическое состояние водных и приречных биотопов. В образовавшемся разливе поселяются многочисленные моллюски и водные насекомые, которые в свою очередь привлекают выхухолей и водоплавающих птиц. Птицы на лапках приносят рыбью икру. Рыба, оказавшись в благоприятных условиях, начинает размножаться. Поваленные бобрами деревья служат кормом для зайцев и многих копытных, которые обгладывают кору со стволов и ветвей. Сок, вытекающий весной из подточенных деревьев, любят бабочки и муравьи, вслед за которыми появляются птицы. Защитой бобров пользуются выхухоли, в их хатках вместе с хозяевами часто поселяются ондатры. Запруды способствуют очистке воды, уменьшая её мутность; в них задерживается ил.
В то же время бобровые запруды способны причинять вред человеческим постройкам. Известны случаи, когда устроенные бобрами разливы затапливали и размывали улицы и железнодорожное полотно и даже служили причиной крушений. При низких, особенно сырых и заболоченных берегах рек за бобровой плотиной образуется довольно большое зеркало воды, а значительные участки берегов подтапливаются или затапливаются. Переувлажнение, которое создаётся при этом, вызывает гибель хвойных пород через 2-3, а лиственных — через 3-4 года. На затопленных бобрами участках деревья отмирают и поражаются насекомыми, это привлекает на эти участки насекомоядных птиц, особенно дятлов, кормящихся здесь в течение всего года. При устройстве бобрами плотин на магистральных каналах лесоосушительной мелиорации подтапливаются или затапливаются десятки гектаров дренированных лесов или болотных массивов с созданными на них искусственными насаждениями сосны.

## Статус популяции и хозяйственное значение

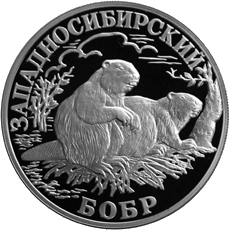
Западносибирский бобр. Монета Банка России — Серия: «Красная книга», серебро, 1 рубль, 2001 год

Бобры издавна добываются ради своего красивого и прочного меха, помимо этого также обладающего высокими теплозащитными свойствами. Помимо ценной пушнины, они дают бобровую струю, используемую в парфюмерии и медицине. Мясо бобров съедобно; между тем они являются природными носителями возбудителей сальмонеллёза.
В дореволюционной России, согласно ЭСБЕ, мех бобра считался хорошим для изготовления шуб, подшёрсток шёл на шляпы и на женскую меховую одежду. В Западной Европе бобровый мех поступал исключительно постриженным, и шёл преимущественно на мужские шляпы. К концу XIX века бобровый мех использовался только в качестве пушнины, да и то, преимущественно в России (впрочем, подшёрсток в качестве меха для женской одежды ценился как и в России, так и на Западе). Чем темнее был цвет меха, тем он считался более дорогостоящим. Шкуры одиночно проживавших особей, в отличие от бобров, живших семейными группами, ценились меньше из-за истёртости. Наиболее ценились шкуры бобров, добытых зимой. В СССР бобровый мех шёл на меховые воротники и шапки.
В результате хищнического промысла обыкновенный бобр оказался на грани вымирания: к началу XX века осталось всего 6—8 изолированных популяций (в бассейнах Роны, Эльбы, Дона, Днепра, в Северном Зауралье, верховьях Енисея), в общей сложности насчитывавших 1200 голов. Чтобы сохранить этого ценного зверя, в странах Европы был принят ряд эффективных мер по охране и восстановлению численности. Начало им положил запрет на охоту на бобров, установленный в 1845 году в Норвегии. К 1998 году популяция бобров в Европе и России оценивалась уже в 430 000 голов.
Обыкновенный бобр имеет статус минимального риска в «Красном списке угрожаемых видов» МСОП. Западносибирский и тувинский подвиды обыкновенного бобра занесены в Красную книгу России. Основную угрозу для него в настоящее время составляют мелиорационные мероприятия, загрязнение воды и сооружение гидроэлектростанций. Детергенты, загрязняющие водоёмы, смывают естественный защитный слой и ухудшают качество бобрового меха.
В местах, где численность бобров очень высокая, они иногда становятся вредителями, поскольку их плотины способны вызвать затопление сельхозугодий, населённых пунктов и дорог. Чаще всего в таких случаях прибегают к уничтожению плотин, но это не всегда позволяет добиться нужного результата, так как бобры очень быстро восстанавливают повреждения.
Бобры способны приручаться человеком, особенно детёныши, и содержаться в домашних условиях.
В 1956 году в ГДР была открыта программа по приручению бобров для нужд пограничных войск, изначально предполагалось использовать грызунов как проводников, которые могли помочь пограничникам найти так называемые «речные тропы» (которые использовались для бегства в ФРГ). Был предложен проект обучения животного в целях сигнализации нарушений границы, в ходе исследования жизни животного было предложено обозначать наиболее подходящее место постройки плотин в судоходных реках. Таким образом восточногерманские пограничники могли обозначать места, в которых приходилось строить плотину, однако позже программа была закрыта из-за слишком больших трат на обучение и отлов подходящих животных, также уже позже при помощи из СССР была проведена сигнализационная система — посему надобность обучения и приручения животного отпала, также до 1989 года был открыт вопрос об постройке более высоких и надёжных бетонных плотин, однако после восстановления единой Германии данный вопрос был исчерпан.

### Бобры на территории Восточной Европы

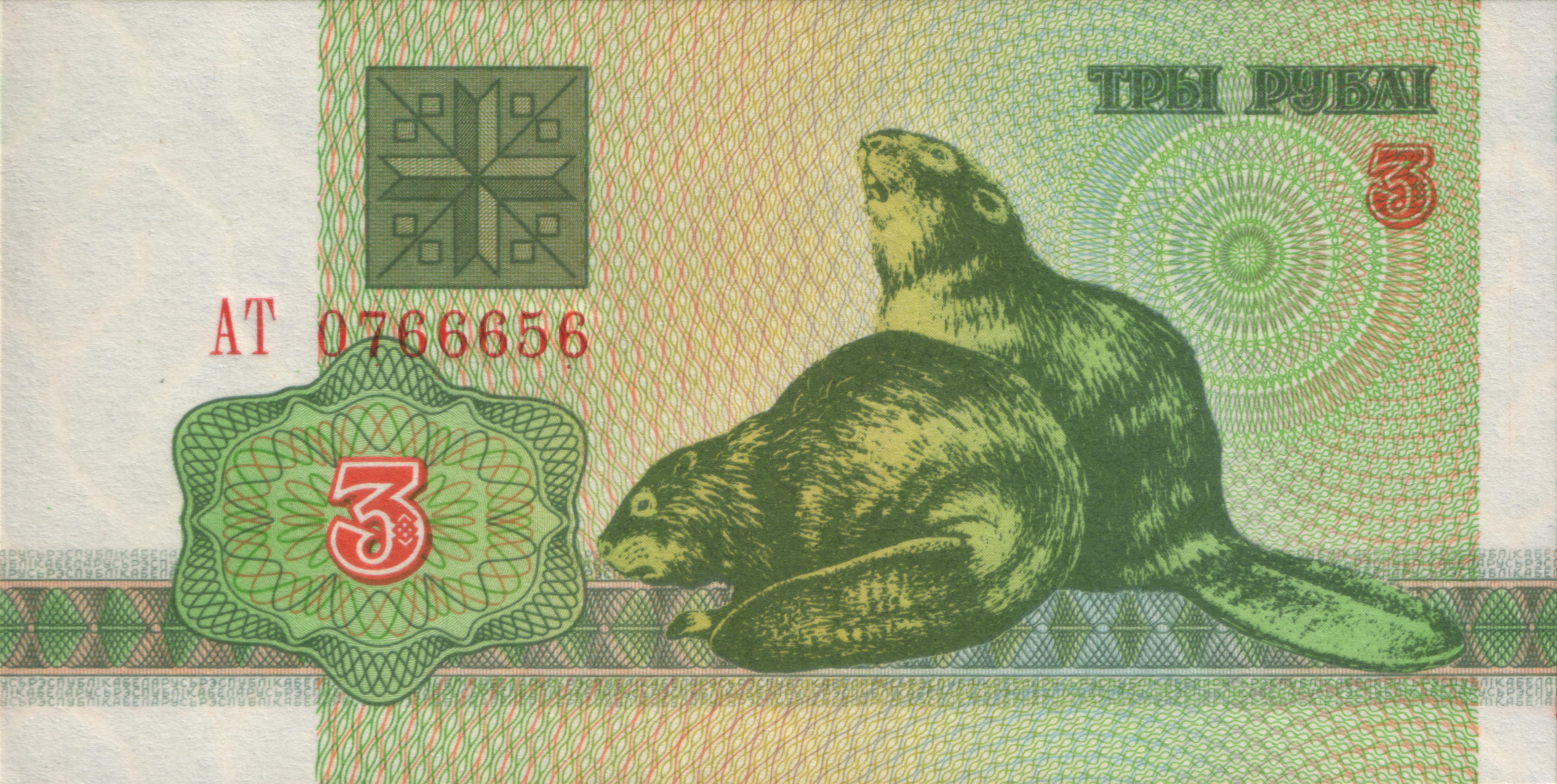
Бобры на 3 белорусских рублях 1992 года

Около тысячи лет назад в Восточной Европе (на Руси, в Польше и в Литве) сложился организованный промысел бобров. Люди, занятые этим делом (бобровники), имели исключительное право на охоту (бобровые гоны) в княжеских (позднее — и иных) владениях. По сути, эти животные находились на положении полудомашних, иногда устраивались целые бобровые хозяйства. Браконьерство строго наказывалось. В «Пространной Русской правде» сказано: «Аже оукрадеть кто бобръ, то [заплатит] 12 гривенъ». О ловле бобров говорится в церковной грамоте Витовта:

где берег великаго князя сумежный з боярским, туто гонити бобры. И бобровником великаго князя и боярским и поделити бобры по старине, а сетей и рожнов и осок бояром не держати и поколодв и кошов не ставити. А где князский или боярский берег особный, а великаго князя берег не пришел, туто им ставити поколодвы и ковши, и собакы держати, и сети, как мога, так бобра им ловити.

Оставленные следы или орудия ловли бобров налагали на вервь (общину) обязанность или искать вора, или платить штраф. В те времена бобров ловили сетями и ловушками. Позднее, к XVII веку количество бобров уже заметно сократилось, и их лов переместился преимущественно в Сибирь. В 1635 году уже запрещалось ставить на бобров капканы. В Торговой книге XVI века обычная цена чёрному бобру назначена 2 р. Судя по степени взимания пошлин (1586 год, Новгород) бобр был примерно в 1,3 раза ценнее соболя, поскольку за 30 бобров брали пошлину, как за 40 соболей. В конце царствования Алексея Михайловича десяток бобров в оптовой продаже стоил от 8 до 30 руб. Их мех шёл преимущественно на женские шапки, ожерелья и опушки женских шубок, но, очевидно, не использовался для мужских шуб.
В Российской империи к 1917 году бобры сохранились на четырёх изолированных территориях: в бассейне Днепра (рр. Березина, Сож, Припять и Тетерев); в бассейне Дона по притокам Воронежа; в северном Зауралье (рр. Конда и Сосьва) и в верховьях Енисея по реке Азас. Общая численность бобров не превышала 800—900 голов. С 1922 года охота на них была повсеместно запрещена. В 1923 году в Воронежской области вдоль реки Усмань был организован охотничий заказник, в 1927 году преобразованный в Воронежский государственный заповедник. Одновременно были созданы ещё два заповедника: Березинский и Кондо-Сосьвинский (основатель и первый директор — Василий Васильев). Основной их задачей была охрана бобров и восстановление их численности. С 1927 года были начаты первые попытки расселения бобров. С 1927 по 1941 год расселили 316 бобров в 12 областях Европейской части СССР и 2 областях Западной Сибири. С 1946 по 1970 год были расселены ещё 12071 бобров в 52 областях, краях и автономных республиках РСФСР, в 3 областях БССР, в 8 областях УССР, в Литовской, Латвийской и Эстонской ССР. В результате проведённых мероприятий к концу 1960-х годов бобр в СССР заселил территорию, почти равную по площади ареалу XVII века. Возросшая численность бобров позволила снова организовать их промысловый отлов.

## Фотографии и видео
Хатка бобров в Слобожанском национальном парке, Украина Архивная копия от 10 августа 2017 на Wayback Machine

## В культуре

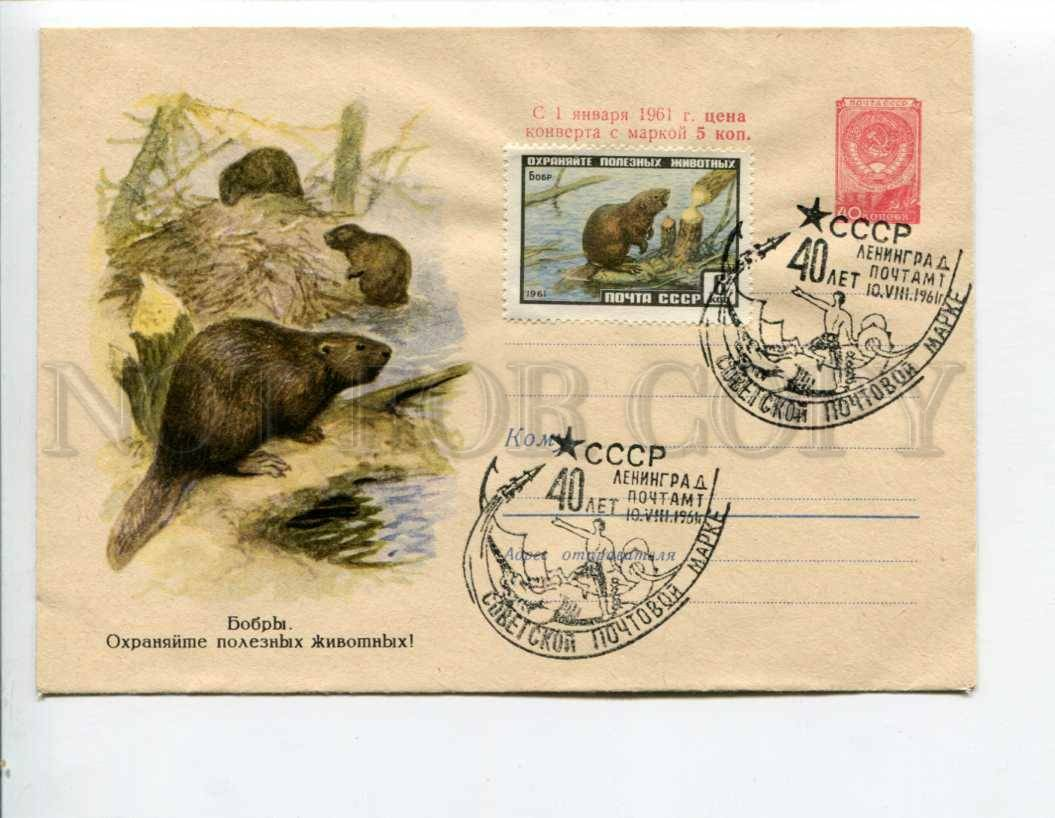
«Картмаксимум». Конверт Обыкновенный бобр, художник А. Н. Комаров, Лапкин № 60-186(1286). Марка СССР Обыкновенный бобр, художник: А. Н. Комаров, 1961, 6 к, ЦФА № 2536. Специальный почтовый штемпель 1961-08-10 Якобс № 799

В культуре народов мира бобр отразился как трудолюбивое животное. У славян «бобёр» — отчётливо мужской образ. Как и другие пушные звери, бобр в представлениях славян является хтоническим животным, связанным со землёй.

### Фольклор и мифология
- В славянских фольклорных текстах, связанных с бракосочетанием, прежде всего, в свадебных песнях бобёр выступает олицетворением жениха. Парным женским персонажем также выступает пушной зверь. Так, в некоторых белорусских свадебных песнях бобёр символизирует жениха, в то время как невесту — выдра[35]. Известна и русская хороводная песня, записанная в деревне Рыкаловской Тотемского уезда Вологодской губернии (ныне Тарногский район Вологодской области), где выплывшая из воды выдра просит у бобра пух на одежду, чтобы в ней «К обедне сходити./За царя Бога молити»[36]. Подобная мифологема отражена и в некоторых русских свадебных песнях: так, казачья свадебная песня «Купался бобёр», распространённая во всех казачьих войсках, повествует о том, как жених-бобер пошёл купаться, но вместо этого вымарался в грязи, и из-за этого его убили охотники, а его жена куница сделала из его шкуры себе шубу. Смысл данной песни заключается в том, что брак накладывает определённые обязательства, а измена наказывается[37]. После каждого стиха исполняется припев «ой, лелю, лелю, лелю» и повторяется вторая половина стиха. Песня с аналогичным сюжетам известна и у других русских, но куница не выступает супругой бобра, а охотники намереваются подбить шкурой бобра шубу из куницы для «красной девицы». Также песня известна под названием «На речке на Клязьме купался бобёр», в одном из её вариантов рассказывается, как к бобру пришла лисица, чтобы предупредить о надвигающейся опасности[38][39]. Вообще, тема ловли бобра на мех (жениху — на шапку, невесте — на шубу) присутствует в ряде свадебных песен, прежде всего белорусских. В северорусских песнях бобёр (как и другие пушные звери) фигурирует не сам по себе, а в виде бобрового меха как признаках богатства[40]. В украинских песнях, исполнявшихся матерями невест после брачной ночи (если дочь оказалась честной), мотив поимки бобра, в частности, иносказательно описывает потерю невинности у невесты. В белорусских и украинских свадебных и жатвенных песнях бобр упоминается и в качестве угощения, предлагаемого гостям[34].
- В русской народной сказке «Заяц и бобёр» сюжет сходен со сказкой «Лиса и заяц», но зайца из избушки выгнал козёл, а вернул заячью избушку именно «бобёр-хоробёр, за поясом топор востёр», а не петух.

### Кинематограф
- Песня о бобре, основанная на свадебной «Купался бобёр», включена в саундтрек фильма «Иван Грозный» Сергея Эйзенштейна, музыку к которому написал Сергей Прокофьев[42].

### Мультипликация
- Осторожно, щука! и Бобры идут по следу — серия короткометражных советских мультфильмов 1968—1969 годах.
- Крутые бобры — мультсериал, выходивший на телеканале Nickelodeon (в России — также на ТНТ).

### Компьютерные игры
- Chipper & Sons Lumber Co. — компьютерная игра про антропоморфных бобров от создателя серии Five Nights at Freddy’s Скотта Коутона.

### Скульптура
- В городе Бобруйске в 2006 году была открыта скульптура бобра, чуть позже — ещё одна.
- Скульптура бобра была открыта в сентябре 2018 года в центре города Бобров Воронежской области, также названного в честь животного. Памятник бобру стал одной из главных городских достопримечательностей.
- Скульптура бобрам также открыта в Альпийском зоопарке в городе Инсбрук в Австрии.
- Бронзовая скульптура семейства бобров открыта в в 2019 году в московском районе Бибирево[43].

### Маскоты
- Бобёр Фаворит является маскотом воронежского футбольного клуба «Факел» с 1999 года (с перерывом в 2001—2011 годах). Он является одним из самых первых маскотов в российском футболе, наряду со львом-маскотом петербургского «Зенита». Создателями маскота стали художник Радислав Знатков и пресс-атташе «Факела» Владислав Семёнов. Впервые в ростовой кукле Фаворита выступил актёр Воронежского театра кукол Александр Чувардин[44]. 27 апреля 2023 года маскот получил живое воплощение в виде взятого под опеку клуба бобра из Воронежского заповедника. Бобру присвоили кличку Фаворит-младший[45].

### Антропонимика
Наименование животного использовалось на Руси в качестве прозвища и некалендарного имени, от которых, в свою очередь, происходят фамилии Бобров и Бобровых. От диалектизма «ярец», в свою очередь, происходит фамилия Ярцев. В частности, по одной из версий, от данной фамилии происходит название города Ярцево на Смоленщине.

### Идиоматика
В восточнославянских и польском языках распространена рифмованная ассоциация «бобр — добр», обусловленная диссимиляцией и часто обыгрываемая в пословицах и устойчивых выражениях (например, «все бобры до своих бобрят добры», «убить бобра — не видать добра»).
Из-за вокализации обыкновенного бобра во многих славянских языках присутствует устойчивое выражение «плакать, как бобёр» (бел. плача, як бабёр; слёзы як у бабра, пол. płakać jak bóbr). История данной идиомы связано, в частности, с тем, что бобёр будто бы может плакать, например, когда его ранят, когда он находится в неволе, когда к его хатке приближаются люди. В польском языке с представлением об уме и находчивости бобра связана пословица литературного происхождения: «okupić się jak bóbr strojami», значащая «сохранить себе жизнь самой дорогой ценой». Восходит пословица к средневековому представлению о том, что бобр, когда на него охотится, якобы откусывает себе тестикулы с содержащейся в ней бобровой струёй, чтобы остаться живым.

### Геральдика
Изображение бобра можно встретить на гербах многих муниципалитетов (общин и городов).

Герб Донского (Тульская область), Россия
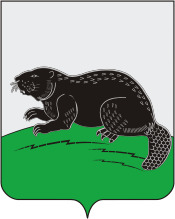
Герб Боброва (Воронежская область), Россия
Герб Ломжи, Польша
Герб гмины Боброво, Польша
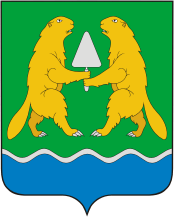
Герб Искитима, Новосибирская область, Россия
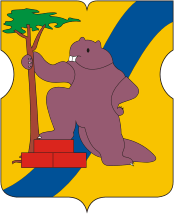
Герб района Хорошёво-Мнёвники, (Москва), Россия
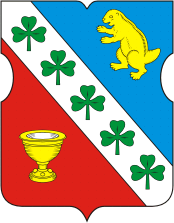
Герб района Бибирево (Москва), Россия
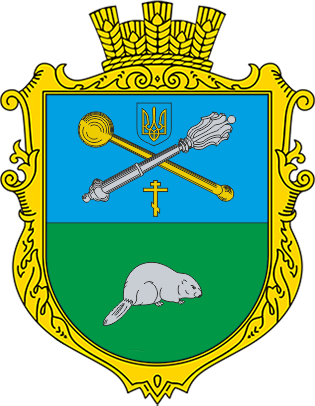
Герб села Костобобров (Черниговская область, Украина)
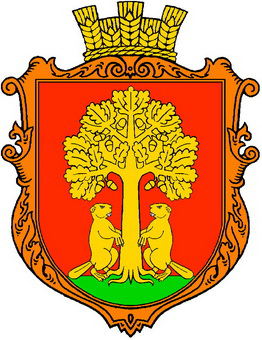
Герб села Незнанов (Львовская область)
Герб села Бобрик (Киевская область)
Герб города Хернёсанд, Швеция
Герб города Бьюрсос (коммуна Фалун), Швеция
Герб Лондонской школы экономики
Герб Омли, Норвегия
Герб Беверна, Германия
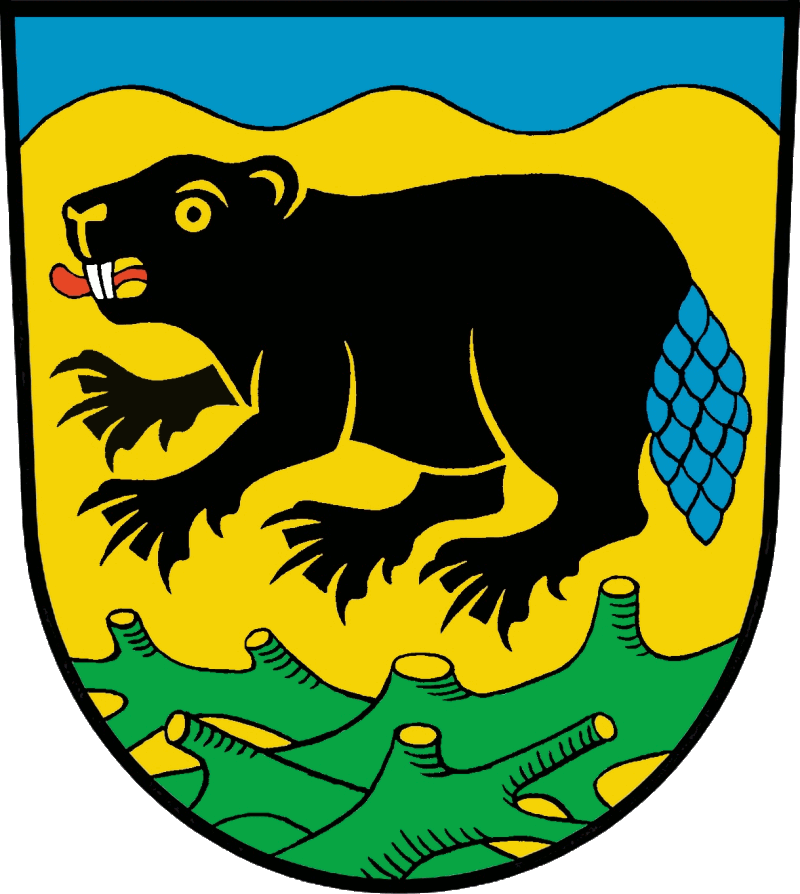
Герб Дреца (Бранденбург), Германия
Герб Биберштайна, Швейцария
Герб коммуны Бьевр (провинция Намюр), Бельгия
Герб коммуны Буврон (кантон Блен, Атлантическая Луара), Франция
Герб города Эно, Финляндия

### Нумизматика
Банк России 1 июля 2008 года в рамках серии монет «Сохраним наш мир» выпустил 8 памятных монет из драгоценных металлов, посвящённых бобру (приведены только реверсы):

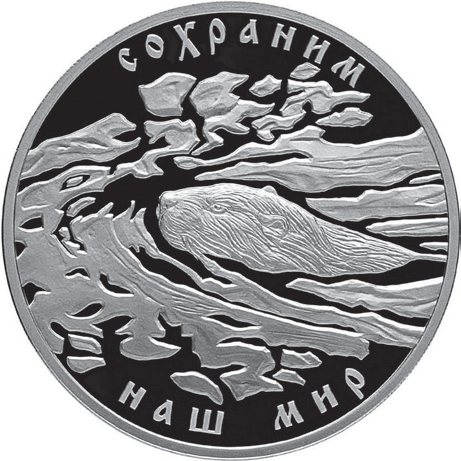
3 рубля из серебра
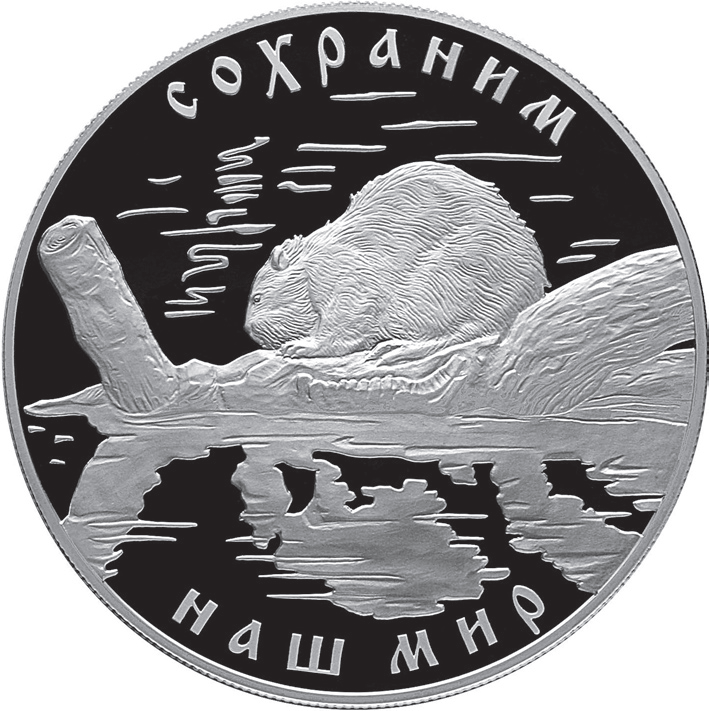
25 рублей из серебра
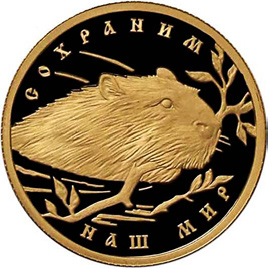
50 рублей из золота
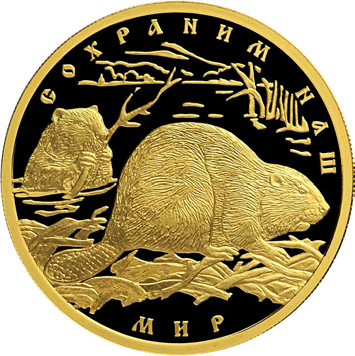
100 рублей из золота
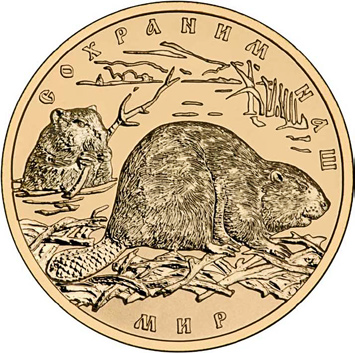
100 рублей из золота (грубой чеканки)
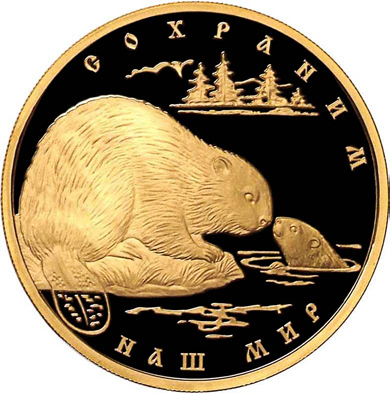
200 рублей из золота
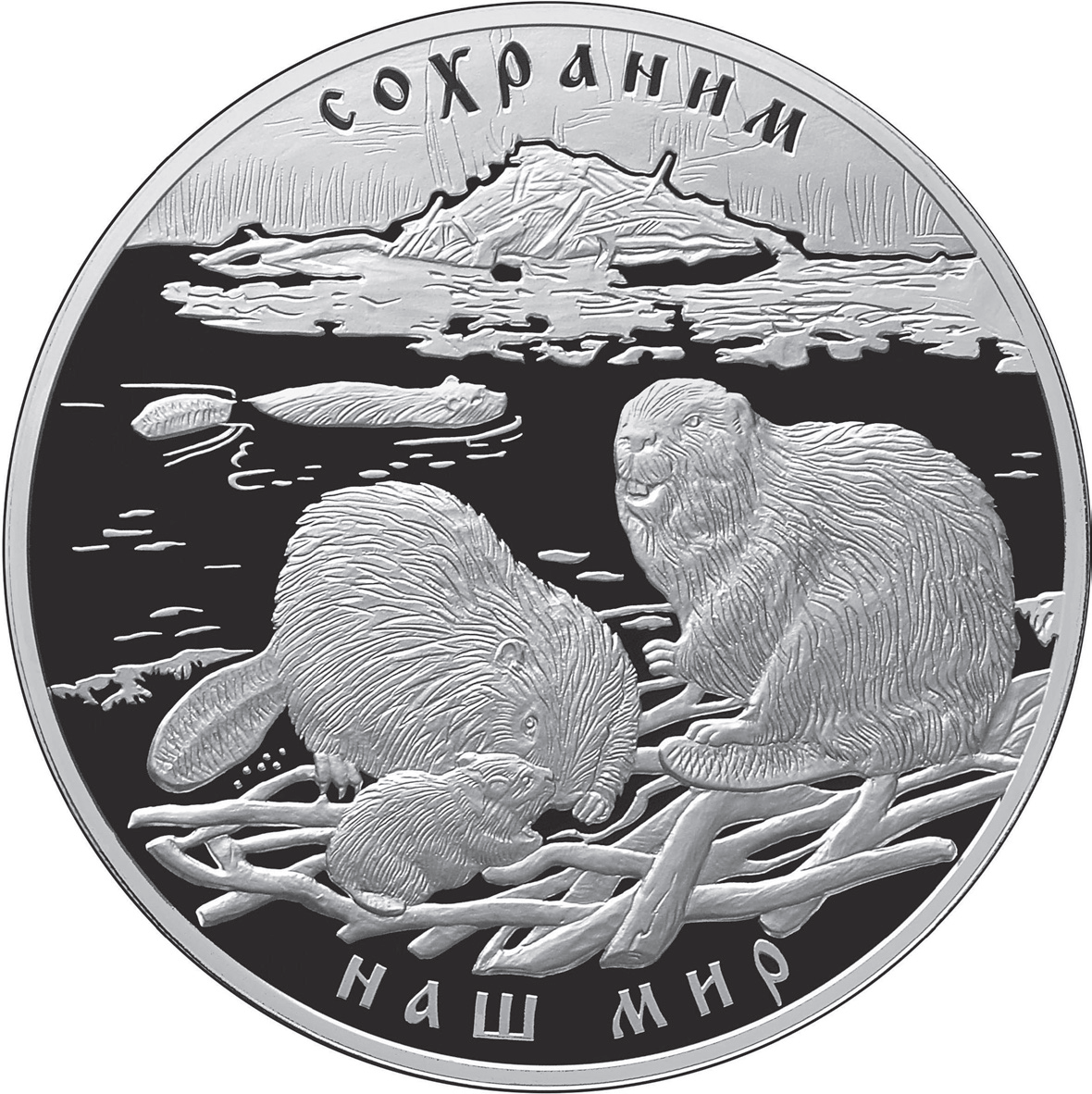
100 рублей из серебра
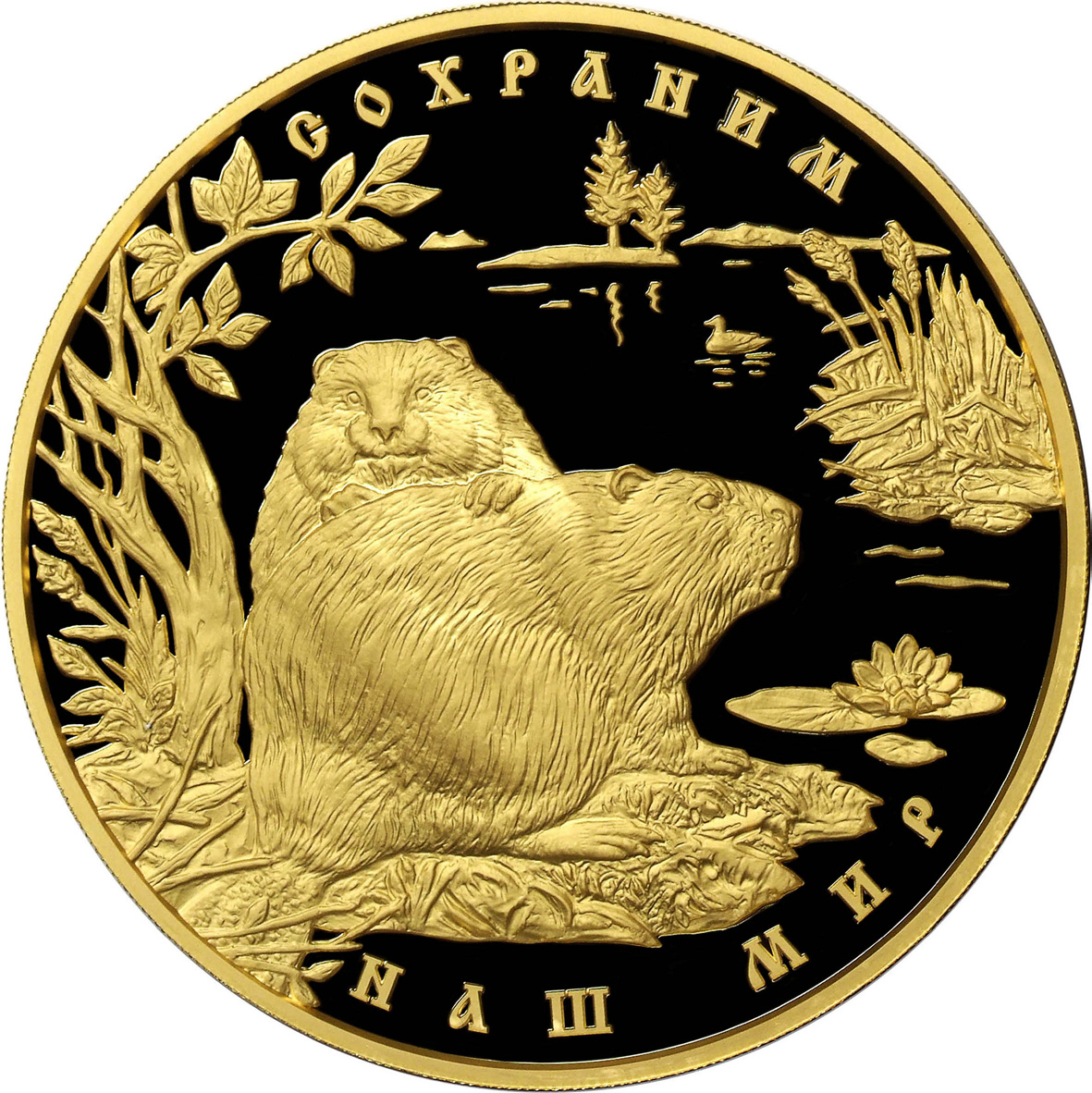
10 000 рублей из золота
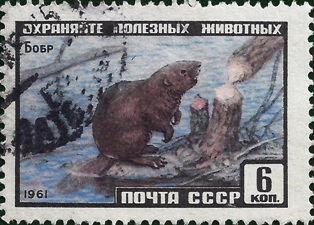
Почтовая марка СССР, 1961